# Pius Agbetomey
Kokouvi Pius Agbetomey, né le 11 juillet 1956, est un magistrat et homme politique togolais. Il est ministre de la Justice et des Relations avec les institutions de la République du  28 juin 2015 au 17 janvier 2024.

## Biographie

### Enfance et éducation
Pius Agbetomey naît le 11 juillet 1956 à Noépé au sud-ouest du Togo. Il fait ses études primaires, secondaires et universitaires au Togo où il obtient une maitrise en droit. Il poursuit ses études supérieurs en France et passe avec succès le concours de l’école nationale de magistrature  où il obtient le diplôme de Magistrature en 1981,.

### Carrière professionnelle
De retour au Togo, il entre à la fonction publique le 11 juillet 1982. Il est ensuite affecté au tribunal de première instance de Lomé en tant que juge suppléant. De 1983 à 1996, Pius Agbetomey occupe successivement les postes de substitut du procureur de la République près du Tribunal de Lomé, juge d’instruction, vice-président, président du tribunal de Lomé et Conseiller à la Cour d’appel de Lomé. Il fut également  secrétaire général du ministère de la Justice, entre 1997 et 2004. De 2004 en 2008, il occupe le poste de conseiller à la Cour suprême du Togo,. Le natif de Noépé continue son ascension professionnelle. De 2008 à  2015, il est nommé inspecteur général des services juridictionnels et pénitentiaires avant de devenir ministre.

### Ministre de la justice
Le 28 juin 2015 Pius Agbetomey nommé ministre de la Justice et des Relations avec les Institutions de la République au sein du gouvernement Komi Selom Klassou I,,,. Il a initier et piloter plusieurs réformes au sein du système judiciaire togolais,,,. Le 17 janvier 2024 il est remplacé à ce poste par Mipamb Dakonyemba Nahm-Tchougli,,.

## Prix et distinctions
Pius Agbétomey à reçu la distinction  Officier de l’ordre du Mono.

## Vie privée
Il est marié et père de famille.